# We Bought a Zoo
We Bought a Zoo (bra: Compramos um Zoológico; prt: Comprámos um Zoo!) é um filme estadunidense de 2011, do gênero comédia dramática, dirigido por Cameron Crowe, com roteiro de Aline Brosh McKenna e do próprio diretor baseado no livro We Bought a Zoo, de Benjamin Mee.

## Sinopse
Trama conta a história de Benjamin Mee, que comprou, para sua família, um jardim zoológico com 200 animais no interior dos Estados Unidos. Ao mesmo tempo em que cuidava da mulher doente, Mee ainda tinha que resolver eventuais fugas de animais, além de outros problemas.

## Elenco
- Matt Damon como Benjamin Mee, o pai de Dylan e Rosie Mee e o proprietário do zoológico, que está tentando reiniciar sua vida depois que sua esposa morre.[6]
- Scarlett Johansson como Kelly Foster, a tratadora de 28 anos e funcionária de longa data em Rosemoor Animal Park.
- Thomas Haden Church como Duncan Mee,[7] irmão mais velho de Ben e um contador.
- Colin Ford como Dylan Mee,[8] filho de 14 anos de idade de Ben, que é inicialmente alheio para Lily e, eventualmente, desenvolve sentimentos por ela e tem um relacionamento difícil com seu pai.
- Maggie Elizabeth Jones como Rosie Mee, 7 anos de idade, filha de Ben, que é muito curiosa sobre todos os animais no zoológico e pensa que viver em um zoológico é uma grande aventura.
- Angus Macfadyen como Peter MeeCreedy, o carpinteiro do zoológico que tinha feito muitas cercas inovadoras para o jardim zoológico, e ele afirma que suas idéias foram "roubadas" por Walter Ferris. Devido a isso, ele tem um rancor enorme e violenta contra Walter.
- Elle Fanning como Lily Miska,[9] a prima educado de 12 anos na casa de Kelly e trabalha no restaurante do zoológico e que vive dentro do zoológico. Embora ela é muito jovem para trabalhar legalmente, ela é pago "debaixo da mesa" de salário de sua prima. Ela gosta de Dylan (que em primeiro lugar desconhe este fato), mas depois desiste de sua busca de um relacionamento com ele depois de Dylan não ouvi-la e sem querer machuca seus sentimentos. Depois que ele posteriormente se desculpa e diz a ela de seus próprios sentimentos por ela, ela o perdoa e eles retomar sua amizade.
- Patrick Fugit como Robin Jones; artesão do zoológico é o dono do macaco Crystal.[9]
- John Michael Higgins como Walter "Walt" Ferris, um rigoroso inspetor do zoológico que ganha a antipatia de muitas pessoas.
- Carla Gallo como Rhonda Blair, a secretária e contador do zoológico.
- J.B. Smoove como Sr. Stevens, agente imobiliário da família Mee.
- Stephanie Szostak como Katherine Mee, a falecida esposa de Benjamin Mee.
- Desi Lydic como Shea Seger, uma mulher com uma paixão óbvia sobre Benjamin, que sempre lhe traz lasanha.
- Peter Riegert como Delbert McGinty, o chefe de Benjamin antes que ele 'começar de novo'.
- Michael Panes como o diretor da escola de Dylan e Rosie
- Kym Whitley como Eve funcionária da Home Depot
- Crystal the Monkey como Crystal o macado
- Bart/Tank como Buster, o urso pardo.

## Produção

### Desenvolvimento
Em maio de 2010, Cameron Crowe concordou em diriger a adaptação do livro de memórias de Benjamin Mee, We Bought a Zoo, para a 20th Century Fox. Ele, então, começou a reescrever o roteiro do filme, que foi originalmente escrito por Aline Brosh McKenna. Este foi o primeiro filme que foi dirigido por Crowe desde o filme de 2005 Elizabethtown. O filme foi lançado em 23 de dezembro de 2011.
As filmagens aconteceram em Los Angeles, Pasadena e Thousand Oaks, cidades do estado da Califórnia.

### Elenco
Crowe viajou para o set do filme True Grit para persuadir o ator Matt Damon para assumir o papel do personagem principal no filme. Crowe também apresentou um roteiro de filme, um CD de músicas que Crowe recompôs, e uma cópia do filme de 1983 Local Hero, com as instruções "para não apenas ler o roteiro e tomar uma decisão". Damon foi persuadido a fazer o papel depois que ele foi movido pela música de Crowe e descobriu que Local Hero era uma "obra-prima". Quanto ao próprio Crowe, ele já havia decidido sobre Damon em meio a uma reunião, embora a distribuidora Fox ainda tinha uma lista de candidatos para desempenhar esse papel.
Amy Adams, Mary Elizabeth Winstead e Rachel McAdams estiveram cotadas para a personagem Kelly Foster. Ben Stiller esteve cotado para interpretar Benjamin Mee.
Os verdadeiros Benjamin Mee, Dylan Mee e Rosie Mee fazem uma pequena participação no longa.

## Trilha sonora
Em agosto de 2011, foi anunciado que o músico islandês Jón Þór "Jónsi" Birgisson, o vocalista da banda Sigur Rós, iria compor a trilha para We Bought a Zoo . Diretor Crowe descreveu a escolha como "natural", já que "Jónsi tem sido uma parte do making of de We Bought A Zoo desde o início".
A canção Gathering Stories estava na lista de 39 músicas que têm a chance de ser nomeado para Melhor Canção Original no Oscar 2012. Esta canção foi co-escrito por Jonsi Birgisson e Cameron Crowe.
Enquanto o lançamento do CD oficial da trilha sonora do filme inclui apenas música de Jón Þór "Jónsi" Birgisson e Sigur Rós, a trilha sonora completa do filme incluiu uma variedade de artistas. A trilha sonora do filme foi composta e conduzida por Cliff Eidelman.

### Lista de faixas
| N.º | Título                 | Artista(s) | Duração |  |
| 1.  | "Why Not?"             | Jónsi      | 4:49    |  |
| 2.  | "Ævin Endar"           | Jónsi      | 3:32    |  |
| 3.  | "Boy Lilikoi"          | Jónsi      | 4:29    |  |
| 4.  | "Sun"                  | Jónsi      | 1:50    |  |
| 5.  | "Brambles"             | Jónsi      | 2:24    |  |
| 6.  | "Sinking Friendships"  | Jónsi      | 4:42    |  |
| 7.  | "We Bought a Zoo"      | Jónsi      | 4:21    |  |
| 8.  | "Hoppípolla"           | Sigur Rós  | 4:30    |  |
| 9.  | "Snærisendar"          | Jónsi      | 2:43    |  |
| 10. | "Sink Ships"           | Jónsi      | 2:21    |  |
| 11. | "Go Do"                | Jónsi      | 4:41    |  |
| 12. | "Whole Made of Pieces" | Jónsi      | 2:47    |  |
| 13. | "Humming"              | Jónsi      | 2:33    |  |
| 14. | "First Day"            | Jónsi      |         |  |
| 15. | "Gathering Stories"    | Jónsi      | 3:56    |  |

## Recepção

### Bilheteria
We Bought a Zoo arrecadou um total de US$ 2.984.875 no dia da abertura da bilheteria dos EUA, tornando-se o sexto filme de maior bilheteria no fim de semana. Posteriormente, ganhou US$ 14.604.645 em seus primeiros quatro dias de triagem. No geral, o filme arrecadou US$ 75.624.550 na América do Norte e US$ 44.457.291 internacionalmente para um total mundial de US$ 120.081.841.

### Resposta da crítica
O filme recebeu misturado com críticas positivas dos críticos. O filme recebeu uma classificação de 66% em Rotten Tomatoes. Dos 147 revisores pesquisados, 98 deles certificou o filme como "fresco", enquanto 49 delas certificaram como "podre". Metacritic gave the film a rating of 58%, with 37 reviews sampled.
Roger Ebert, revisando para o Chicago Sun-Times, agraciado com o filme 2,5 estrelas de 4, descrevendo o filme como "muito fórmula e interesse humano não é suficiente." Ele acrescentou que do filme "partes vão juntas com muita facilidade, o enredo é muito inevitável, e nós sentimos pouca energia real entre os intérpretes.". No entanto, ele fez elogios a Damon, a quem ele diz: "faz um robusto e simpático Benjamin Mee". Revisora do The New York Times Manohla Dargis criticou a direção de Crowe, por escrito, que "faz com que a tensão crescente entre Benjamin e Dylan ser o centro suave da história", mantendo "a brutalidade da doença e da morte" "com segurança fora da tela". Ela também observou que o filme usa a "lógica clássica de filme", apontando especificamente para fora a maneira que Benjamin sai do seu trabalho e que ele "não agonizar sobre como ele vai manter seus filhos alojados, alimentados e vestidos." Por outro lado, Dargis escreveu que "você não pode comprar seus [Cameron] finais felizes, mas é um ideal sedutor quando todas as criaturas de Deus, grandes e pequenos, seios grandes e loiros, existem em tal harmonia".
The Hollywood Reporter comentou que o "conto edificante [o filme] tem coração, humanidade e um desempenho fundamental calorosamente empática de Matt Damon", embora "não se esquivar dos buracos de sentimentalismo sincero e às vezes exagera o capricho". O revisor também elogiou o elenco, descrevendo-os como "sólido", e, em particular, elogiou o personagem de Damon, cuja luta ele diz: "dá ao filme um puxão com alma, mesmo em sua forma mais previsível". No geral, este revisor resumiu sua crítica dizendo que "o filme de Cameron Crowe tem algumas arestas, mas em última análise, proporciona graças ao desempenho em movimento de Matt Damon.".

### Home media
20th Century Fox Home Entertainment lançou We Bought a Zoo em DVD e Blu-ray em 3 de abril de 2012.

### Prêmios
| Ano  | Prêmio                              | Categoria                        | Beneficiário(s)    | Resultado |
| ---- | ----------------------------------- | -------------------------------- | ------------------ | --------- |
| 2011 | Phoenix Film Critics Society Awards | Melhor Live Action Familiar Film |                    | Indicado  |
| 2012 | Teen Choice Awards                  | Choice Movie: Drama              |                    | Indicado  |
| 2012 | Teen Choice Awards                  | Choice Movie Ator: Drama         | Matt Damon         | Indicado  |
| 2012 | Teen Choice Awards                  | Choice Movie Atriz: Drama        | Scarlett Johansson | Indicado  |

## O verdadeiro zoológico
Há um certo número de diferenças entre a história mostrada no filme e os eventos que ocorreram realmente. O verdadeiro Benjamin Mee é britânico. A história foi adaptada para o público americano e as mudanças foram atendidas com a aprovação de Mee. O zoológico real que Mee comprou é Dartmoor Zoological Park, localizada em Devon, Inglaterra, enquanto o zoológico de ficção no filme é chamado Rosemoor Wildlife Park, e localizado na Califórnia.
Na vida real, a esposa de Benjamin, Katherine, morreu depois que já tinham comprado o zoológico e terem se mudado No filme, Benjamin comprou o zoológico só depois de sua morte. Na vida real, o pai de Benjamin tinha morrido e sua mãe necessitava se mudar, a fazenda custava o mesmo preço que a casa de seu pai, e sua mãe veio também. Benjamin e sua família tomou uma decisão específica e informada para comprar um zoológico. No filme, que ocorreu como resultado de encontrar uma casa que eles gostaram, o que passou a ter um zoológico em anexo.
Em vez de um urso de escapar, como retratado no filme, foi um jaguar chamado Soberano, que tinha escapado. Além disso, os filhos de Benjamim eram mais jovens (com idades entre quatro e seis, respectivamente) do que as crianças do filme.
No filme, o zoológico foi muito mais fácil de comprar. Na vida real, que levou quase dois anos para comprar. Primeira oferta de Benjamin para comprar o zoológico foi rejeitada devido à sua falta de experiência no mundo zoológico. Finalmente, o verdadeiro jardim zoológico abriu no sábado, 7 de julho de 2007. No entanto, o filme mudou-se que o evento até a mesma data em 2010, talvez para tornar a história mais atual. Esta última data caiu em uma quarta-feira, mas foi identificado no roteiro do original sábado.